# Вдовичка фіолетова
Вдовичка фіолетова (Vidua funerea) — вид горобцеподібних птахів родини вдовичкових (Viduidae).

## Поширення
Вид має фрагментарний ареал в Центральній та Східній Африці. Область поширення виду включає Західну Кенію, узбережний пояс Танзанії, північ Мозамбіку, область Великих озер між Західною Танзанією та Малаві, область між провінцією Катанга (ДР Конго), Замбією та Анголою та велику частину східної частини Південної Африки (включаючи Есватіні). Живе у вологих просторих лісах, галерейних лісах та лісах міомбо.

## Опис
Дрібний птах, завдовжки 10–11 см, вагою 11-19 г. Це стрункий на вигляд птах, із закругленою головою, міцним і конічним дзьобом, загостреними крилами та хвостом з квадратним закінченням. Самці майже повністю темно-фіолетового забарвлення, лише махові пера та краї хвоста темно-коричневі, а на боках тіла є біла пляма, яку видно тільки коли птах розмахує крилами. У самиць верхня частина тіла коричнева з темнішими крилами та хвостом. На лобі та щоках є темно-коричневі смуги. Горло, груди і черево світло-сірі. В обох статей очі темно-карі, а дзьоб і ноги мають однакове забарвлення у статей, але різні в різних популяціях: птахи в північній частині ареалу мають дзьоб сірого кольору, а ноги білуватого та рожевого кольору, а на південній частині — рожево-білий дзьоб та світло-помаранчеві ноги.

## Спосіб життя
Поза сезоном розмноження трапляється у змішаних зграях з астрильдовими і ткачиковими. Живиться насінням трав, яке збирає на землі. Рідше поїдає ягоди, дрібні плоди, квіти, комах.

## Розмноження
Сезон розмноження збігається з завершальною фазою сезону дощів, що триває з січня по червень. Гніздовий паразит. Підкидає свої яйця у гнізда астрильдів Lagonosticta rubricata. За сезон самиці відкладають 2-4 яйця. Пташенята вилуплюються приблизно через два тижні після відкладення: вони народжуються сліпими і немічними. Вони мають мітки на сторонах рота і горла, ідентичні тим, як у пташенят астрильдів, внаслідок чого їх не можна відрізнити. Пташенята ростуть разом з пташенятами прийомних птахів, слідуючи їхньому циклу росту. Вони залишають гніздо через три тижні після вилуплення, але незалежними стають до півторамісячного віку. Часто ці пташенята залишаються у зграї своїх прийомних батьків.